# Ulan-Majorat (gmina)
Ulan-Majorat (daw. gmina Ulan) – gmina wiejska w województwie lubelskim, w powiecie radzyńskim. W latach 1975–1998 gmina położona była w województwie bialskopodlaskim.
Siedziba gminy to Ulan-Majorat (dawniej przejściowo Stok).
Według danych z 30 czerwca 2004 gminę zamieszkiwały 6102 osoby.

## Struktura powierzchni
Według danych z roku 2002 gmina Ulan-Majorat ma obszar 107,77 km², w tym:
- użytki rolne: 83%
- użytki leśne: 10%

Gmina stanowi 11,17% powierzchni powiatu.

## Demografia

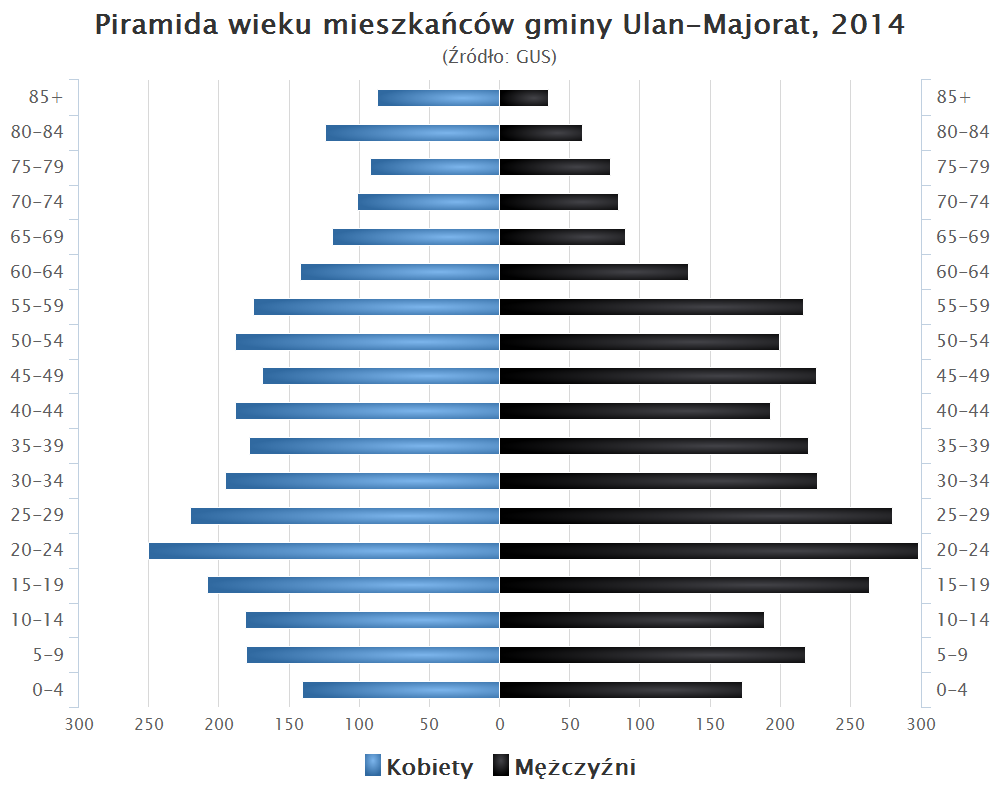
Piramida wieku mieszkańców gminy Ulan-Majorat w 2014 roku

Dane z 30 czerwca 2004:
| Opis                              | Ogółem | Ogółem | Kobiety | Kobiety | Mężczyźni | Mężczyźni |
| --------------------------------- | ------ | ------ | ------- | ------- | --------- | --------- |
| jednostka                         | osób   | %      | osób    | %       | osób      | %         |
| populacja                         | 6102   | 100    | 2977    | 48,8    | 3125      | 51,2      |
| gęstość zaludnienia (mieszk./km²) | 56,6   | 56,6   | 27,6    | 27,6    | 29        | 29        |

## Sołectwa
Domaszewnica, Gąsiory, Kępki, Klębów, Kolonia Domaszewnica, Kolonia Domaszewska, Paskudy, Rozwadów, Sętki, Skrzyszew, Sobole, Stanisławów, Stok, Ulan Duży, Ulan-Majorat, Ulan Mały, Wierzchowiny, Zakrzew, Zarzec Ulański, Żyłki.
Miejscowościami podstawowymi bez statusu sołectwa są kolonie:Domaszki i Paskudy'

## Sąsiednie gminy
Borki, Kąkolewnica, Łuków, Radzyń Podlaski, Wojcieszków